# Brachystola eiseni
Brachystola eiseni är en insektsart som beskrevs av Bruner, L. 1906. Brachystola eiseni ingår i släktet Brachystola och familjen Romaleidae. Inga underarter finns listade i Catalogue of Life.